# オプラ・ウィンフリー
オプラ・ゲイル・ウィンフリー（英語：Oprah Gail Winfrey、1954年1月29日 - ）は、アメリカ合衆国の俳優、テレビ番組の司会者兼プロデューサー、慈善家。

## 人物
司会を務める番組『オプラ・ウィンフリー・ショー』はアメリカのトーク番組史上最高の番組であると評価され、多数の賞を受賞している。フォーブスの「アメリカで最も裕福なセレブリティ」にて3位に入った。彼女は20世紀以降のアメリカで最も裕福なアフリカ系アメリカ人で、かつては世界唯一の黒人の億万長者であった。また、アメリカの黒人の慈善家である。彼女はいくつかの評価によって、「世界で最も有力な女性」と称される。2006年にバラク・オバマの初期の支援者になった 。

## 生い立ち
1954年1月29日にミシシッピ州コスキアスコで、結婚していないティーンエイジャーのカップルの元に誕生し、ウィスコンシン州ミルウォーキーで育った。子供時代を祖母・父親・母親の元を転々として育った。彼女が独自に行ったDNA検査の結果によると、彼女の血筋は89パーセントはブラックアフリカ人で、先祖にリベリアのクペレ族も含まれていることが判明した。そのほか8パーセントはネイティブアメリカンで、3パーセントが東アジア人の系統らしい。9歳の時にいとこの友人とされる19歳の男に強姦されるなどの性的虐待を3年間も受け、14歳で妊娠・出産している。産まれた子供は1週間後に病院で亡くなり、このことから自身の番組で子供への性的虐待をテーマにあげることも多い。
子供の頃から頭が良く、奨学金を得てテネシー州立大学で学ぶようになる。高校生の時からラジオに出演していたオプラは、ボルチモアやナッシュビルのテレビ局でアンカーマンとして働くようになる。

## キャリア

### テレビ司会者
19歳の時に夕方のローカルニュースの仕事を始めた。感情をむき出しにするアドリブが評価され、シカゴの地方局で昼間のトーク番組を担当するようになる。その後CBSディストリビューションによって全米各地に『オプラ・ウィンフリー・ショー』として番組販売され、それまでNo.1司会者の地位にあったフィル・ドナヒューを上回り、国際的な人気を獲得。
『オプラ』は昼間のトーク番組で最も高い視聴率を獲得した。彼女自身の巧みなトークも見所の1つであるが、高給取りでありながらも市井の主婦の目線で特集を組み、人気を維持し続けた。また、精神科医が彼女の番組への出演を機にトーク番組を持つまでになったり、書評した書籍がベストセラーになり「オプラ・ブック・クラブ」を設立するなど、視聴者への影響力も発揮。「Harpo」という自身の制作会社も設立している。
『オプラ』では自身の意見を積極的に述べる手法を取り入れ、ドナヒューが得意とした「扇情的」なトーク番組を大衆化させ、20世紀にはタブーであったLGBTの地位を向上させるなど、変革をもたらした。1990年代中頃までには文学や自己改善、精神性を意識するよう、番組の路線を変更していった。「『告白文化』を誘発して、論争を巻き起こすような流れを促進した」と批判されることもあったが、むしろ逆境を克服させてその人を支援する、という路線が賞賛の理由となっている。
同テレビ番組は長寿番組となり、オプラはお茶の間の（特に主婦層）人気を集めるようになった。アメリカで行われた「最も好きなテレビパーソナリティーは?」という調査で1993年から長らく3位以内をキープし、1998年から2003年まで1位だった。25周年の節目となる2010年シーズン限りでの終了を明らかにし、最終回は2011年9月9日（2011年シーズンの第1週目）としている。
2011年、ウィンフリーが指揮をとる「OWN (Oprah Winfrey Network)」が開局。ディスカバリー・コミュニケーションズとHarpoの合弁で、Discovery Health Channelをリニューアルする格好での開局。地上波の『オプラ』終了後はこちらに専心する。
テレビ番組でスターとなったことはあるものの、日本での知名度はほとんどないとされている。

### 俳優
テレビドラマや映画に多数出演し、女優としてアカデミー助演女優賞にノミネートされたこともある。

### 慈善家
慈善活動にも熱心で、250億円とも推定される寄付をこれまでにしたとされる。
2007年にアフリカに小学校を2校設立した。
2009年10月、アメリカのチャリティー団体The Giving Back Fundが2008年の「寄付額が最も多い有名人」を発表し、240万ドル（日本円で約2億円）を寄付して6位にランクインした。

### 雑誌編集者
司会業以外にも書籍の評論や雑誌の刊行（雑誌『オプラ・マガジン』を2004年から）を手掛けている。

## 資産
経済誌『フォーブス』によると、20世紀のアフリカ系アメリカ人の中では一番の資産家となり、2004年までの時点で黒人唯一のビリオネア（10億ドル以上の資産家）である。同誌が2007年1月に発表した「億万長者の女性セレブリティランキング」では、総資産約15億ドル（当時の換算で約1800億円）で1位となった。2007年に同誌が発表した「著名人100人番付」でも1位となった。
2008年に経済誌『フォーブス』が収入や名声に基づいた『パワーランキング』を発表し、収入が2億7500万ドル（日本円で約275億円）で1位を獲得した。
2010年7月23日付の『TV magazine』でTVスターたちのギャラが発表され、『オプラ・ウィンフリー・ショー』のギャラが年間3億1500万ドル（約268億円）になることがわかり、トークショー司会者部門で1位を獲得した。
2010年12月、経済誌『フォーブス』が「エンターテインメント業界で最も稼いだ人物」を発表し、3億1,500万ドル（日本円で約258億3,000万円）を稼いで1位にランクインした。
『オプラ・ウィンフリー・ショー』の1年間の報酬は2億6000万ドル（約200億円）で、アメリカテレビ界随一の高給取りである。
毎年9月のシーズンプレミア（年度第1回の放送）において、会場に訪れた観客に豪華なプレゼントが渡されること、それが他のテレビ番組のトークネタになるのも番組の特徴といえる。『オプラ』で会場に訪れた観客全員に新車や現金、オーストラリア旅行をプレゼント。自前の制作スタジオを所有している。
2001年に、アメリカで指折りの高級住宅地、カリフォルニア州モンテシートに、プロミスト・ランド（約束の地）と呼ばれている5000万ドルの豪邸を購入。

## 影響力

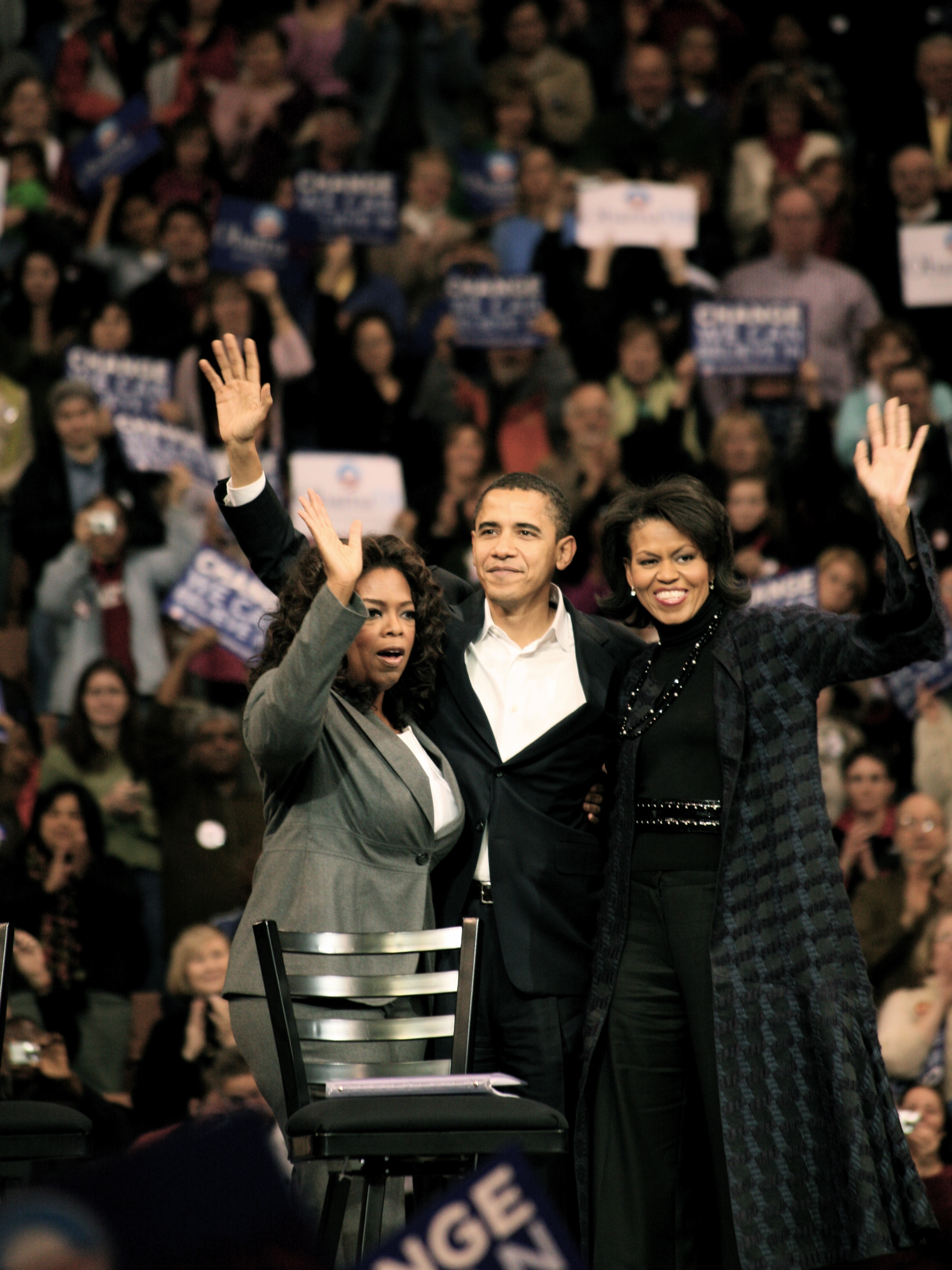
2007年12月10日に行われたバラク・オバマ（中央）の選挙キャンペーンに出席したオプラ（左）

非常に影響力を持ったテレビ司会者の1人として知られており、紹介した本は必ず大ヒットしたり、「ヒラリー・クリントンの次に女性大統領になる人物」とまで言わしめる。「タイム」誌が世界で最も影響力のある人物の1人として彼女を取り上げてもいる。
2008年アメリカ合衆国大統領選挙では早い段階でバラク・オバマ候補への支持を表明し、その後のオバマ旋風のきっかけの一つとなったとされている。2007年12月に行われたオバマの大統領選挙にむけての選挙キャンペーンにかけつけ、スピーチを行った。観客のほとんどはオプラ目当てで、オプラがスピーチをすると大歓声がおこった。これを見た専門家はオプラがオバマを応援することで票に影響がでるのではないかと分析しており、こういったところからもオプラの影響力の大きさがうかがえる
。ウィンフリーの支持により、オバマは多くの票を集めたという分析もある。
2013年8月には、スイスで買い物をした際に、ブティックの店員に370万円のバッグを見せてほしいと言ったところ、「あなたには買えない」と見せてもらえなかったことをテレビで発言し、スイス政府観光局が謝罪するなどの騒ぎになった。
2018年1月7日、第75回ゴールデングローブ賞で、功労賞であるセシル・B・デミル賞を黒人女性として初めて受賞。スピーチでTime's Up運動を支持し、二度と#MeTooと言わなくても良い時代へと確実に導くリーダーを求め、計3回スタンディング・オベーションを受けた。

## 出演

### テレビ番組

#### バラエティ番組
- オプラ・ウィンフリー・ショー

#### テレビドラマ
| 放送年 | 放送局             | 作品名                          | 役名             | 備考           |
| ------ | ------------------ | ------------------------------- | ---------------- | -------------- |
| 1990年 | ミステリチャンネル | バード事件簿                    |                  | ゲスト出演     |
| 1998年 | JSB                | ビューティフル・ウェディング    |                  | 製作総指揮     |
| 2018年 | Hulu               | ハンドメイズ・テイル/侍女の物語 | ニュースリーダー | ノンクレジット |

#### テレビ映画
| 放送年 | 作品名                  | 役名 | 備考         |
| ------ | ----------------------- | ---- | ------------ |
| 1997年 | 翼があるなら            |      | 製作にも参加 |
| 1998年 | デビッド&リサ〜心の扉〜 |      | 製作総指揮   |
| 1999年 | モリー先生との火曜日    |      | 製作総指揮   |

### 映画
| 公開年 | 作品名                            | 役名               | 備考                           |
| ------ | --------------------------------- | ------------------ | ------------------------------ |
| 1985年 | カラーパープル                    | ソフィア           | アカデミー助演女優賞ノミネート |
| 1986年 | ネイティブ・サン                  |                    |                                |
| 1987年 | 鬼ママを殺せ                      |                    |                                |
| 1998年 | 愛されし者                        |                    | 製作にも参加                   |
| 2005年 | エマニュエルの贈りもの            |                    | ナレーション                   |
| 2005年 | 彼らの目は神を見ていた            |                    | 製作総指揮                     |
| 2006年 | シャーロットのおくりもの          | ガチョウのグッシー | 声の出演                       |
| 2007年 | ビー・ムービー                    |                    | 声の出演                       |
| 2007年 | オーシャンズ13                    | 本人役             |                                |
| 2007年 | グレート・ディベーター 栄光の教室 |                    | 製作のみ                       |
| 2010年 | プリンセスと魔法のキス            | ユードラ           | 声の出演                       |
| 2013年 | 大統領の執事の涙                  | グロリア・ゲインズ |                                |
| 2020年 | ウォーターマン                    |                    | 製作総指揮のみ                 |
| 2023年 | カラーパープル                    |                    | 製作のみ                       |